# Bernard Darniche
Bernard Darniche (Cenon, 1942. március 28. –) francia autóversenyző, hétszeres rali-világbajnoki futamgyőztes.

## Pályafutása
1973-ban debütált az ekkor még csak gyártók számára kiírt világbajnokságon. 1987-ig tartó világbajnoki pályafutása alatt hét győzelmet szerzett, tizenegyszer állt dobogón, és száztizenöt szakaszon lett első. Legelőkelőbb összetett helyezését a versenyzők világbajnokságán, az 1979-es szezonban érte el amikor is a hatodik helyen zárt. 1976-ban és 1977-ben megnyerte az európai ralibajnokságot.

### Rali-világbajnoki győzelem
| #  | Rali             | Szezon | Navigátor  | Autó              |
| -- | ---------------- | ------ | ---------- | ----------------- |
| 1. | Marokkó-rali     | 1973   | Alain Mahé | Alpine-Renault    |
| 2. | Korzika-rali     | 1975   | Alain Mahé | Lancia Stratos HF |
| 3. | Korzika-rali     | 1977   | Alain Mahé | Fiat 131 Abarth   |
| 4. | Korzika-rali     | 1978   | Alain Mahé | Fiat 131 Abarth   |
| 5. | Monte Carlo-rali | 1979   | Alain Mahé | Lancia Stratos HF |
| 6. | Korzika-rali     | 1979   | Alain Mahé | Lancia Stratos HF |
| 7. | Korzika-rali     | 1981   | Alain Mahé | Lancia Stratos HF |